# Fynn Hangstein
Fynn Hangstein (* 23. März 2000 in Detmold) ist ein deutscher Handball- und Beachhandballspieler.

## Handballkarriere
Fynn Hangstein ist in Lage aufgewachsen. Er begann seine sportliche Karriere in der Jugendmannschaft des TBV Lemgo und spielte im Team HandbALL in der 3. Liga. Im Jahr 2019 erhielt er einen Profi-Vertrag in Lemgo ab der Erstligasaison 2020/2021. Mit dem TBV Lemgo Lippe gewann er den DHB-Pokal 2020, wobei er im Finale ohne Einsatz blieb. Zur Zweitligasaison 2021/22 wechselte er zum ThSV Eisenach. Dort wurde er in der Saison 2021/22 und 2022/23 Torschützenkönig der 2. Liga. 2023 gelang ihm mit Eisenach der Aufstieg in die 1. Bundesliga. Er wechselte zur Saison 2023/24 zum TuS-N Lübbecke. Im Sommer 2024 kehrte er wieder zum ThSV Eisenach zurück.

## Beachhandball
Im Beachhandball spielt auf der Position Rückraum Mitte. Im Jahr 2018 wurde Hangstein U18-Beachhandball-Europameister, 
er nahm mit der Beachhandball-Nationalmannschaft an der Europameisterschaft 2019 teil, mit der er den 6. Platz belegte. Im Turnierverlauf erzielte er 48 Punkte.

## Privates
Im Jahr 2018 legte Hangstein sein Abitur am Lemgoer Marianne-Weber-Gymnasium ab. Anschließend absolvierte Hangstein eine Ausbildung zum Bankkaufmann bei der Sparkasse Lemgo. Er ist mit der Handballspielerin Cara Reiche liiert.